# 자이로 (가수)
자이로(1992년 1월 4일 ~)는 대한민국의 가수다. 2017년 1집 앨범 [NEW GENERATION]으로 데뷔했다.

## 방송
- TOP밴드 3 (2015) - Top12
- 슈퍼밴드 (2019) - Top4(4위)
- 문화콘서트 난장 (2019) - 진행
- 아시안탑밴드 (2020) - 심사위원
- 싱스트리트 (2020)
- 싱스트릿 (2021)
- 바라던 바다 (2021)
- 히든 : 더 퍼포먼스 (2021)
- 방판뮤직 어디든 가요 (2025)

## 수상
- Acoustic guitar hero 1위 (2008)
- 나스락페스티벌 3위 (2009)